# Margarito Flores García
Margarito Flores García (ur. 22 lutego 1899 w Taxco de Alarcón, zm. 12 listopada 1927 w Tulimán) – święty Kościoła katolickiego, działający na terenie Chilpancingo-Chilapa prezbiter, ofiara prześladowań antykatolickich zapoczątkowanych w okresie rewolucji meksykańskiej, męczennik.

## Życiorys
Był synem Germána Flores i Merced García. Ze względu na ciężkie warunki życia rodziny, od najmłodszych lat zmuszony był do podjęcia pracy zarobkowej. Sam również utrzymywał się gdy odbywał studia w seminarium duchownym w Chilapie do którego wstąpił mając 15 lat. Sakrament święceń przyjął z rąk José Guadalupe Ortiza 5 kwietnia 1924 r., a mszę prymicyjną odprawił w rodzinnym mieście, w kościele parafii „Santa Prisca y San Sebastián” 20 kwietnia 1924 r.. Początkowo pracował w seminarium, pełniąc jednocześnie obowiązki wikariusza. Skutecznie zwalczał ekspansję sekt. Gdy nasiliły się prześladowania katolików, po opublikowaniu w 1926 r. dekretu rządu E. Callesa nakazującego księżom opuszczenie parafii i przeniesienie do miast, będąc pod wrażeniem śmierci Dawida Uribe Velasco, poprosił o przeniesienie w region największego zagrożenia, gdzie Kościół był szczególnie atakowany. W tymże roku pod wpływem narastających represji wobec duchowieństwa został przeniesiony z Chilpancingo do Tecalpulco. Kontynuował studia w „Academia de San Carlos”. Aresztowany został w czerwcu roku następnego i uwięziony razem z grupą członków „Ligi Obrony Wolności Religijnej”, a po interwencji rodziny generała Roberto Cruza zwolniony. W listopadzie, zgodnie ze złożoną prośbą, skierowany został do pełnienia posługi w charakterze proboszcza do parafii w miejscowości Atenango del Río. Tamtejsze władze lokalne zapowiedziały wcześniej śmierć każdemu duchownemu na terenie miasta i wkrótce po przybyciu Margarito Flores García został aresztowany, a następnie zawleczony na powrozie przed oblicze generała w Tulimán. 
Rozstrzelany został 12 listopada, a komisarz policji Crus Pineda, który starał się pomóc księdzu wkrótce również podzielił jego los.
Po zakończeniu procesu informacyjnego na etapie lokalnej diecezji, który toczył się w latach 1933–1988 w odniesieniu do męczenników okresu prześladowań Kościoła katolickiego w Meksyku, został beatyfikowany 22 listopada 1992 roku w watykańskiej bazylice św. Piotra, a jego kanonizacja na placu Świętego Piotra, w grupie Krzysztofa Magallanesa Jary i 24 towarzyszy, odbyła się 21 maja 2000 roku. Wyniesienia na ołtarze Kościoła katolickiego dokonał papież Jan Paweł II.
Relikwie Margarito Flores García zostały przeniesione w 1925 r. do kaplicy w rodzinnej parafii Taxco, które jest miejscem szczególnego kultu świętego.
Atrybutem świętego męczennika jest palma, wspomnienie liturgiczne obchodzone jest w dies natalis (12 listopada).